# Cyriaque Irié
Cyriaque Kalou Bi Irié (Vavoua, Haut-Sassandra, 20 de junio de 2005) es un futbolista burkinés de origen marfileño. Juega de extremo derecho y su equipo actual es el S. C. Friburgo de la Bundesliga, máxima categoría del fútbol alemán.

## Trayectoria
Comenzó a jugar al fútbol en Costa de Marfil, estuvo en Racing Club Abidjan pero no encontró oportunidades. Surgió la posibilidad de jugar en Réal du Faso, equipo de Burkina Faso, por lo que a sus 15 años decidió mudarse, se tomó un avión hasta el país vecino y se incorporó al club en Tercera División, fue clave en el ascenso a Segunda División. En la temporada 2021-2022 lograron el ascenso a la máxima categoría del fútbol burkinés.
Unos ojeadores de Dijon lo descubrieron cuando jugaba con la sub-20 de Burkina Faso. El 4 de julio de 2023 se unió al club francés, para sumarse en principio en la reserva del club. Se adaptó de inmediato al nivel europeo y el 13 de septiembre firmó su primer contrato profesional.
En su primera temporada, disputó 25 partidos en el Championnat National, convirtió 6 goles y colaboró con 3 asistencias, además jugó 1 partido en la Copa de Francia 2023-24, donde convirtió 1 tanto.
Fue fichado por Troyes el 15 de agosto de 2024, para jugar en la Ligue 2.
Luego de 8 goles y 3 asistencias en 38 partidos, el 19 de mayo de 2025 se anunció su traspaso al S. C. Friburgo.

## Selección nacional
Ha sido internacional con la selección de fútbol de Burkina Faso.
El 10 de marzo de 2025 fue convocado por primera vez a la selección absoluta de Burkina Faso, por el entrenador Brama Traoré, de cara a las eliminatorias al Mundial. No tuvo participación en los 2 partidos que jugaron debido a problemas administrativos.
Volvió a ser considerado en las siguientes fechas FIFA. Debutó en la selección el 2 de junio, fue titular en un amistoso contra Túnez pero perdieron 2-0. El 6 de junio volvió a tener minutos en otro amistoso, contra Zimbaue, con una asistencia y un gol suyo ganaron 0-2. Tuvo sus primeros minutos y bautismo de red con 19 años, días antes de su cumpleaños.

## Estadísticas
Actualizado al último partido disputado el 10 de mayo de 2025.
| Club                       | Div.          | Temporada     | Liga  | Liga  | Liga   | Copas nacionales | Copas nacionales | Copas nacionales | Copas internacionales | Copas internacionales | Copas internacionales | Total | Total | Total  |
| Club                       | Div.          | Temporada     | Part. | Goles | Asist. | Part.            | Goles            | Asist.           | Part.                 | Goles                 | Asist.                | Part. | Goles | Asist. |
| -------------------------- | ------------- | ------------- | ----- | ----- | ------ | ---------------- | ---------------- | ---------------- | --------------------- | --------------------- | --------------------- | ----- | ----- | ------ |
| Dijon F. C. O. Francia     | 3.ª           | 2023-24       | 25    | 6     | 3      | 1                | 1                | 0                | —                     | —                     | —                     | 26    | 7     | 3      |
| Dijon F. C. O. Francia     | Total club    | Total club    | 25    | 6     | 3      | 1                | 1                | 0                | 0                     | 0                     | 0                     | 26    | 7     | 3      |
| E. S. Troyes A. C. Francia | 2.ª           | 2024-25       | 33    | 6     | 3      | 5                | 2                | 0                | —                     | —                     | —                     | 38    | 8     | 3      |
| E. S. Troyes A. C. Francia | Total club    | Total club    | 33    | 6     | 3      | 5                | 2                | 0                | 0                     | 0                     | 0                     | 38    | 8     | 3      |
| S. C. Friburgo · Alemania  | 1.ª           | 2025-26       | 0     | 0     | 0      | -                | -                | -                | -                     | -                     | -                     | 0     | 0     | 0      |
| S. C. Friburgo · Alemania  | Total club    | Total club    | 0     | 0     | 0      | 0                | 0                | 0                | 0                     | 0                     | 0                     | 0     | 0     | 0      |
| Total carrera              | Total carrera | Total carrera | 58    | 12    | 6      | 6                | 3                | 0                | 0                     | 0                     | 0                     | 64    | 15    | 6      |
| 1.                         |               |               |       |       |        |                  |                  |                  |                       |                       |                       |       |       |        |

## Palmarés

### Títulos nacionales
| Título                     | Club         | País         | Año  |
| -------------------------- | ------------ | ------------ | ---- |
| Segunda División Burkinesa | Réal du Faso | Burkina Faso | 2022 |